# Adelphocoris seticornis
Adelphocoris seticornis är en insektsart som först beskrevs av Fabricius 1775.  Adelphocoris seticornis ingår i släktet Adelphocoris och familjen ängsskinnbaggar. Arten är reproducerande i Sverige. Inga underarter finns listade i Catalogue of Life.